# Як втратити друзів і змусити всіх тебе ненавидіти
«Як втратити друзів і змусити всіх тебе ненавидіти» (англ. How to Lose Friends & Alienate People) — британська комедія 2008 року. Назва фільму є алюзією на назву книги відомого американського психолога Дейла Карнегі «Як здобувати друзів і впливати на людей».

## Сюжет
Герой фільму Сідні Янг (Саймон Пегг) — журналіст малобюджетного видання «Post Modern Review». Він відомий тим, що його викидають із кожної гламурної вечірки, на яку він проникає усіма правдами та неправдами, аби побачити життя «зірок» без прикрас і зовнішнього лоску. Одного разу, після чергової «пригоди», йому подзвонив редактор відомого гламурного журналу Sharps (Джефф Бріджес) і запропонував роботу. Сідні приймає запрошення і вирушає до Нью-Йорка…

## У ролях
- Саймон Пегг — Сідні Янг
- Кірстен Данст — Елісон Олсен
- Меган Фокс — Софі Мейс
- Джилліан Андерсон — Елінор Джонсон
- Джефф Бріджес — Клейтон Хардінг
- Міріам Маргуліс — місіс Ковальскі
- Шарлотт Девані — Боббі
- Денні Г'юстон — Лоуренс Меддокс
- Дайана Кент — Рейчел Петкофф
- Макс Мінгелла — Вінсент Лепак
- Марго Стіллі — Інгрідт